# Jairo Correa
Pour les articles homonymes, voir Correa (homonymie).
Jairo Correa, né le 27 octobre 1954 à Bogota, est un athlète colombien spécialisé en course en montagne. Il a remporté deux titres de champion du monde de course en montagne en 1989 et 1991.

## Biographie
Issu d'une famille modeste, il passe son enfance à jouer à la course de pneus. Cette activité le pousse vers l'athlétisme et la course à pied.
Il débute l'athlétisme sur stade et se spécialise dans les courses de fond. Très précoce, il obtient très vite de bons résultats et à 18 ans est déjà considéré comme l'un des meilleurs coureurs de fond colombiens. Il prouve son talent en décrochant le titre de champion d'Amérique du Sud junior du 3 000 mètres puis la médaille d'argent sur 5 000 mètres aux Jeux d'Amérique centrale et des Caraïbes de 1974 à Saint-Domingue. Il confirme en devenant champion champion d'Amérique du Sud du 10 000 mètres en 1974 et du 3 000 mètres steeple en 1977. Cette même année, il s'impose également aux Jeux bolivariens à La Paz en remportant la médaille d'or sur 5 000 mètres et sur 3 000 mètres steeple.
En 1989, il découvre la course en montagne avec succès en remportant Thyon-Dixence, la course du Cervin et Neirivue-Moléson. A Die, il devient champion du monde de course en montagne.
Il remporte à nouveau Thyon-Dixence en 1990 en établissant un nouveau record en 1 h 8 min 28 s qui n'a toujours pas été battu depuis.
Il remporte son 2e titre mondial en 1991 à Zermatt et décroche également la médaille de bronze au classement par équipe avec Francisco Sánchez et José Riveros.
Il s'essaie également à d'autres disciplines, le trail en 1992 avec la 6000D où il est invité par les organisateurs et qu'il remporte et le VTT en 1994 avec le Grand Raid Cristalp où il avoue être à la peine.
Il fonde en 2014 la fondation Cambios afin de lutter contre la pauvreté. Cette dernière initie les jeunes à la course en montagne lors de courses locales et offre aux meilleurs les voyages vers l'Europe afin de participer aux courses telles que Thyon-Dixence ou Sierre-Zinal,.

## Palmarès

### Piste
| Année | Compétition                                 | Lieu           | Place | Épreuve         | Temps         |
| ----- | ------------------------------------------- | -------------- | ----- | --------------- | ------------- |
| 1972  | Championnats d'Amérique du Sud juniors      | Asuncion       | 2e    | 1 500 m         | 4 min 5 s 1   |
| 1972  | Championnats d'Amérique du Sud juniors      | Asuncion       | 1er   | 3 000 m         | 8 min 58 s 6  |
| 1974  | Jeux d'Amérique centrale et des Caraïbes    | Saint-Domingue | 2e    | 5 000 m         | 14 min 3 s 0  |
| 1974  | Championnats d'Amérique du Sud d'athlétisme | Santiago       | 2e    | 5 000 m         | 14 min 22 s 4 |
| 1974  | Championnats d'Amérique du Sud d'athlétisme | Santiago       | 1er   | 10 000 m        | 29 min 27 s 3 |
| 1977  | Jeux bolivariens                            | La Paz         | 1re   | 5 000 m         | 15 min 21 s 4 |
| 1977  | Jeux bolivariens                            | La Paz         | 1er   | 3 000 m steeple | 9 min 39 s 99 |
| 1977  | Championnats d'Amérique du Sud d'athlétisme | Montevideo     | 3e    | 5 000 m         | 14 min 26 s 0 |
| 1977  | Championnats d'Amérique du Sud d'athlétisme | Montevideo     | 1er   | 3 000 m steeple | 9 min 0 s 5   |
| 1983  | Championnats d'Amérique du Sud d'athlétisme | Santa Fe       | 3e    | 10 000 m        | 29 min 22 s 7 |

### Route
| Année | Compétition                                  | Lieu          | Place | Épreuve       | Temps           |
| ----- | -------------------------------------------- | ------------- | ----- | ------------- | --------------- |
| 1980  | The Great Race                               | Palo Alto     | 2e    | 10 kilomètres | 26 min 29 s     |
| 1980  | Championnats des États-Unis de cross-country | Reno          | 1er   | Cross-country | 31 min 56 s     |
| 1983  | Championnats d'Amérique du Sud d'athlétisme  | Santa Fe      | 2e    | Marathon      | 2 h 17 min 43 s |
| 1984  | Marathon de Boston                           | Boston        | 8e    | Marathon      | 2 h 17 min 12 s |
| 1988  | Marathon de l'Altiplano                      | Cajicá        | 1er   | Marathon      | 2 h 22 min 10 s |
| 1989  | Semi-marathon de San Cristóbal               | San Cristóbal | 3e    | Semi-marathon | 1 h 4 min 57 s  |
| 1993  | Marathon de Yonkers                          | Yonkers       | 1er   | Marathon      | 2 h 28 min 14 s |

### Course en montagne
| no  | masculin           | Course                                | Longueur | Départ            | Temps           |
| --- | ------------------ | ------------------------------------- | -------- | ----------------- | --------------- |
| 3e  | Médaille de bronze | Sierre-Crans-Montana                  | 14,7 km  | 30 juillet 1989   | 56 min 30 s     |
| 1re | Médaille d'or      | Thyon-Dixence                         | 16,35 km | 7 août 1989       | 1 h 9 min 43 s  |
| 2e  | Médaille d'argent  | Sierre-Zinal                          | 31 km    | 13 août 1989      | 2 h 34 min 10 s |
| 1re | Médaille d'or      | Neirivue-Moléson                      | 20 km    | 27 août 1989      | 1 h 30 min 36 s |
| 1re | Médaille d'or      | Course du Cervin                      | 12 km    | 27 août 1989      | 56 min 10 s     |
| 1re | Médaille d'or      | Trophée mondial de course en montagne | 16,38 km | 16 septembre 1989 | 1 h 11 min 37 s |
| 1re | Médaille d'or      | Die-Col de Rousset                    | 16 km    | 6 mai 1990        | 1 h 11 min 57 s |
| 2e  | Médaille d'argent  | Sierre-Crans-Montana                  | 14,7 km  | 29 juillet 1990   | 57 min 22 s     |
| 1re | Médaille d'or      | Thyon-Dixence                         | 16,35 km | 5 août 1990       | 1 h 8 min 28 s  |
| 1re | Médaille d'or      | Sierre-Zinal                          | 31 km    | 12 août 1990      | 2 h 34 min 5 s  |
| 1re | Médaille d'or      | Neirivue-Moléson                      | 20 km    | 19 août 1990      | 1 h 33 min 27 s |
| 1re | Médaille d'or      | Course du Cervin                      | 12 km    | 26 août 1990      | 55 min 55 s     |
| 5e  | 5e                 | Trophée mondial de course en montagne | 14,3 km  | 15 septembre 1990 | 1 h 16 min 55 s |
| 1re | Médaille d'or      | Die-Col de Rousset                    | 16 km    | 12 mai 1991       | 1 h 13 min 11 s |
| 2e  | Médaille d'argent  | Thyon-Dixence                         | 16,35 km | 4 août 1991       | 1 h 11 min 16 s |
| 2e  | Médaille d'argent  | Sierre-Zinal                          | 31 km    | 11 août 1991      | 2 h 38 min 3 s  |
| 1re | Médaille d'or      | Neirivue-Moléson                      | 20 km    | 18 août 1991      | 1 h 31 min 20 s |
| 1re | Médaille d'or      | Trophée mondial de course en montagne | 17,3 km  | 8 septembre 1991  | 1 h 24 min 28 s |
| 1re | Médaille d'or      | 6000D                                 | 55 km    | 26 juillet 1992   | 4 h 51 min 24 s |
| 2e  | Médaille d'argent  | Thyon-Dixence                         | 16,35 km | 2 août 1992       | 1 h 10 min 3 s  |
| 3e  | Médaille de bronze | Thyon-Dixence                         | 16,35 km | 1er août 1993     | 1 h 11 min 30 s |
| 1re | Médaille d'or      | Sierre-Zinal                          | 31 km    | 8 août 1993       | 2 h 32 min 44 s |
| 4e  | 4e                 | Sierre-Zinal                          | 31 km    | 14 août 1994      | 2 h 40 min 24 s |
| 1re | Médaille d'or      | Sierre-Zinal                          | 31 km    | 13 août 1995      | 2 h 34 min 21 s |
| 2e  | Médaille d'argent  | Course du Cervin                      | 12 km    | 27 août 1995      | 57 min 13 s     |
| 2e  | Médaille d'argent  | Tour des Dents-du-Midi                | 44 km    | 30 août 1998      | 4 h 42 min 37 s |

## Records
| Épreuve       | Performance     | Date             | Lieu           |
| ------------- | --------------- | ---------------- | -------------- |
| 5 000 mètres  | 14 min 3 s 00   | 12 mars 1974     | Saint-Domingue |
| 10 000 mètres | 29 min 27 s 0   | 17 avril 1974    | Santiago       |
| 10 kilomètres | 28 min 57 s     | 2 septembre 1979 | San Francisco  |
| 15 kilomètres | 45 min 50 s 8   | 27 juin 1982     | Los Altos      |
| Semi-marathon | 1 h 4 min 57 s  | 14 janvier 1989  | San Cristóbal  |
| Marathon      | 2 h 17 min 12 s | 16 avril 1984    | Boston         |